# Fad

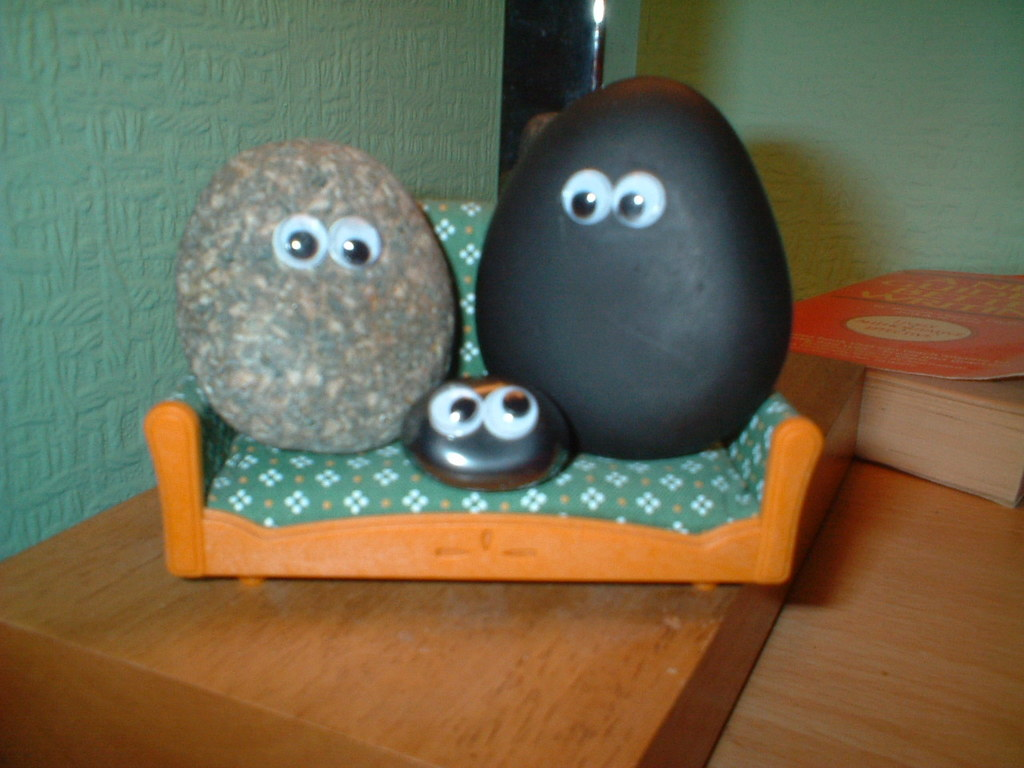
Las Pet rock fueron una moda de corta duración en la década de 1970.

Fad o moda pasajera, es cualquier comportamiento que se desarrolla entre una gran población y es seguido colectivamente de forma entusiasta por un período de tiempo, generalmente como resultado de una conducta que se percibe como popular entre personas de un mismo grupo o que es señalada como popular por los medios sociales. Se dice que un fad es "enganchador" cuando el número de personas que lo adoptan se incrementa muy rápido. Esta tendencia normalmente desaparece rápidamente cuando la sensación de novedad disminuye o se acaba.
La naturaleza específica de la conducta asociada con un fad puede ser de cualquier tipo, lo cual incluye uso del lenguaje, vestimenta, inversiones financieras e incluso comidas. Aparte de la novedad general, los fads pueden ser creados por la programación transmitida en los medios de comunicación masiva, la presión de las personas del mismo círculo social, la emoción de lo nuevo o el deseo de ser "novedoso y/o alternativo". Los fads pueden ser también creados o impuestos por las celebridades.
Aunque el término tendencia se puede utilizar de forma intercambiable con el de fad, se considera generalmente que el fad es un comportamiento de naturaleza breve y de poca duración, mientras que la tendencia se considera que es una conducta que evoluciona hacia un cambio relativamente permanente. 
A finales de la década de 1950, la palabra beatnik se consideró como un fad enorme después de que la palabra se acuñó como un portmanteau de las palabras beat y Sputnik. La palabra se fue desvaneciendo conforme los beatniks dejaban a un lado las actitudes subyacentes que se suponía estaban ligadas a su estilo de vida. Aunque este fad fue de corta duración, se considera que dio origen al nacimiento del movimiento Hippie en la siguiente década, y también fue el origen de otras tendencias sociales que surgieron en las siguientes décadas.
En Economía se utiliza el término en una manera similar y se consideran como desviaciones al comportamiento medio del valor intrínseco originado por fuerzas sociales o psicológicas como las que crean modas en las creencias políticas o en los bienes de consumo.